# Barbara Dreaver
Barbara Dreaver est une journaliste néo-zélandaise.

## Biographie
Née sur l'île de Banaba aux Kiribati d'une mère gilbertine et d'un père néo-zélandais qui y travaille comme enseignant, elle grandit à Tarawa-Sud puis vit en Nouvelle-Zélande à partir de l'âge de 10 ans,. Elle étudie le journalisme à l'Institut polytechnique de Manukau (en) à Auckland, puis est employée à partir de 1990 comme journaliste par l'agence de presse Cook Islands News à Rarotonga, aux îles Cook,. Elle devient ensuite copropriétaire d'une petite entreprise d'imprimerie pour la presse locale.
Après avoir « mis en lumière la corruption à grande échelle et les dépenses excessives au gouvernement des îles Cook » et vécu huit ans dans le pays, elle retourne en Nouvelle-Zélande et est employée par Radio New Zealand. En 2002, elle est embauchée par l'entreprise publique Television New Zealand (TVNZ). À partir de 2004, elle est la correspondante de TVNZ aux îles du Pacifique, et reporter dans ces îles pour l'émission d'informations 1News. En 2008, elle est brièvement incarcérée aux Fidji alors qu'elle couvre l'expulsion du haut commissaire (ambassadeur) néo-zélandais par le gouvernement militaire fidjien de Frank Bainimarama issu du coup d'État de 2006. Relâchée, elle est expulsée à son tour des Fidji. Déclarée persona non grata, elle est autorisée par le gouvernement Bainimarama à revenir aux Fidji à partir de 2016. Quelques jours plus tard, lors d'une visite d'État en Nouvelle-Zélande pour réparer les relations entre les deux pays, le Premier ministre fidjien Frank Bainimarama, se trouvant face à Barbara Dreaver lors d'une conférence de presse, lui confirme en personne qu'elle est la bienvenue aux Fidji.
En 2010, alors qu'elle est en reportage à Bora-Bora en Polynésie française, son cameraman Mike Fitzgerald et elle sauvent la vie d'un touriste japonais qui se noie, parvenant à le réanimer en attendant l'arrivée des secours. En 2018, alors qu'elle est à Nauru pour couvrir le sommet du Forum des îles du Pacifique, elle est arrêtée par la police nauruane alors qu'elle s'entretient avec un demandeur d'asile retenu à Nauru dans le cadre de la « solution du Pacifique » : l'envoi à Nauru par l'Australie de demandeurs d'asile qui tentent d'atteindre l'Australie par bateau de fortune. Détenue et interrogée pendant trois heures par la police, elle est relâchée mais le gouvernement autoritaire du président Baron Waqa et de son influent vice-président David Adeang révoque son autorisation à couvrir le sommet du Forum.
Fin décembre 2022, elle se voit décerner le prix « Reporter de l'année » aux New Zealand Television Awards. En décembre 2023 elle est faite officier de l'ordre du Mérite de Nouvelle-Zélande pour services rendus au journalisme d'investigation,.